# Румунська комуністична партія
Румунська комуністична партія чи РКП (рум. Partidul Comunist Român) — румунська комуністична політична партія, яка була продовжувачкою більшовицького крила Румунської соціалістичної партії. Спочатку ідеологією партії була підготовка комуністичної революції і відмова від націоналістичного проєкту Велика Румунія, за Ніколае Чаушеску в ній наростали націоналістичні прагнення.
РКП у міжвоєнний період була невеликим нелегальним угрупованням, що перебувало під прямим контролем Комінтерну. У 1930-ті роки більшість активістів перебували в ув'язненні або втекли до СРСР.
Комуністична партія вийшла на передній план румунській політиці в серпні 1944 року, коли комуністи взяли участь у палацовому перевороті і поваленні про-нацистського уряду Іона Антонеску. За допомогою радянських окупаційних сил РКП відправила короля Міхая I у вигнання і встановила однопартійний режим в 1948 році, що тривав аж до Румунської революції 1989 року. Наступницею «історичної» РКП вважає себе Румунська комуністична партія (2010).

## Джерело
- РКП

| Прапор Румунії | Це незавершена стаття про Румунію. Ви можете допомогти проєкту, виправивши або дописавши її. |